# Guerra d'independència de Guinea Bissau
La Guerra d'independència de Guinea Bissau va ser un conflicte armat i la lluita d'alliberament nacional a la Guinea Portuguesa (actual Guinea Bissau) entre 1963 i 1974.

## Antecedents
Guinea Bissau (així com l'arxipèlag de Cap Verd) havia estat reclamada per Portugal des de 1446 i va ser un important lloc de comerç dels productes bàsics i el comerç d'esclaus africans durant el segle xviii, abans que l'esclavatge hagués estat declarat il·legal per les autoritats portugueses. Tanmateix l'interior no era totalment controlat pels portuguesos fins a la segona meitat del segle xix. Durant el segle XX hi hagué combats esporàdics durant el segle XX i l'arxipèlag dels Bijagós no es pacificaren sota el domini portuguès fins 1936. Per una esmena constitucional de 1952 Guinea Bissau es va convertir en una província ultramarina.
Tot i que sempre hi havia hagut la resistència local, no va ser fins 1956 quan Amílcar Cabral i Rafael Barbosa van fundar el primer moviment d'alliberament, el Partit Africà per la Independència de Guinea i Cap Verd (PAIGC).
La primera activitat important del PAIGC va ser una vaga de treballadors portuaris a Bissau el 3 d'agost de 1959. La policia colonial va reprimir violentament la vaga i més de 50 obrers van morir. L'incident va ser conegut com la massacre de Pijiguiti. La massacre va provocar una forta onada de suport popular pel PAIGC.
En 1960 el PAIGC va decidir traslladar la seu a Conakry, a la veïna Guinea amb la finalitat de preparar-se per a la lluita armada. El 18 d'abril de 1961 el PAIGC, juntament amb el FRELIMO de Moçambic, MPLA d'Angola i MLSTP de São Tomé i Príncipe formen Conferència de les Organitzacions Nacionalistes de les Colònies Portugueses (CONCP) durant una conferència al Marroc. L'objectiu principal de l'organització és la cooperació del moviment d'alliberament nacional a diferents colònies portugueses.

## Forces armades portugueses d'ultramar i el PAIGC
La guerra a Guinea s'ha anomenat "el Vietnam de Portugal". El moviment insurgent revolucionari indígena principal, el Partit Africà per la Independència de Guinea i Cap Verd (PAIGC), d'orientació marxista va ser ben entrenat, ben dirigit, i equipat i va rebre un suport substancial de refugis segurs en els països veïns com Senegal i Guinea Conakry. Les selves de Guinea i la proximitat dels aliats del PAIGC prop de la frontera van resultar ser un avantatge significatiu en el subministrament de superioritat tàctica durant els atacs transfronterers i les missions d'abastiment per a la guerrilla.
Les hostilitats van esclatar el gener de 1963, quan les guerrilles del PAIGC va atacar la guarnició portuguesa a Tite, prop del riu Corubal, al sud de Bissau, capital de la Guinea portuguesa. Accions guerrilleres similars es van estendre ràpidament arreu de la colònia, principalment al sud. El 1965 la guerra es va estendre a la part oriental del país; aquest mateix any, el PAIGC va ampliar els seus atacs a la zona nord del país, on aleshores només hi operava el Front de Lluita per la Independència Nacional de Guinea (FLING), una força insurgent menor. En aquest moment el PAIGC, dirigit per Amílcar Cabral, va començar a rebre obertament el suport militar de la Unió Soviètica, la Xina i Cuba.
L'èxit de les operacions de guerrilla del PAIGC van obligar l‘Exército Português do Ultramar a la Guinea Portuguesa a desplegar-se a la defensiva en una primera fase; al final del conflicte es van veure obligats a limitar la seva resposta a la defensa dels territoris i ciutats que ja controlaven. A diferència d'altres territoris africans de Portugal, les reeixides petites unitats tàctiques de contrainsurgència portugueses eren lentes per evolucionar a Guinea. Les operacions defensives, on els soldats es dispersaven en petit nombre per custodiar edificis crítics, granges, o d'infraestructura van ser particularment devastadores per a la infanteria regular portuguès, que va arribar a ser vulnerables als atacs guerrillers fora de les zones poblades per les forces del PAIGC.
També eren desmoralitzades pel creixement constant dels simpatitzants del PAIGC, reclutats entre la població rural. En un temps relativament curt el PAIGC havia tingut èxit en la reducció de control militar i administratiu portuguès del país a una àrea relativament petita de Guinea. L'escala d'aquest èxit es pot veure en el fet que els guineans natius als territoris alliberats van cessar de pagar llurs deutes als propietaris de terres portuguesos, així com el pagament d'impostos a l'administració colonial.
Els magatzems de les empreses sucursals de la Companhia União Fabril (CUF), Mario Lima Whanon, i Manuel Pinto Brandão, foren segrestades i inventariades pel PAIGC a les àrees que controlaven, alhora que la moneda portuguesa era prohibida a les zones sota control de la guerrilla. Per tal de mantenir l'economia als territoris alliberats, en els primers anys el PAIGC va impulsar l'establiment de la seva pròpia burocràcia administrativa i governamental marxista, que va organitzar la producció agrícola, educar els treballadors agrícoles en la protecció de cultius de la destrucció dels atacs del govern, i obrir armazéns do povo col·lectius per subministrar eines i articles de primera necessitat a canvi de productes agrícoles. Pel 1967 el PAIGC havia realitzat 147 atacs contra casernes i campaments de l'exèrcit portuguès, i controlaven de manera efectiva les dues terceres parts de la Guinea Portuguesa.
L'any següent Portugal va iniciar una nova campanya contra la guerrilla amb l'arribada del nou governador de la colònia, el general António de Spínola. El general Spinola va instituir una sèrie de reformes civils i militars, destinades en primer lloc a contenir, a continuació, fer retrocedir el PAIGC i el seu control de gran part de la part rural de Guinea portuguesa. Això va incloure una campanya de propaganda per guanyar cors i ments de la població indígena, fent un esforç per a eliminar algunes de les pràctiques discriminatòries contra els nadius, una campanya de construcció massiva d'obres públique incloses noves escoles, hospitals, millores en telecomunicacions i xarxes de carreteres i un gran augment en el reclutament de nadius guineans a les forces armades portugueses que serveixen a Guinea com a part d'una estratègia d'"africanització]".

### "Africanització" del conflicte

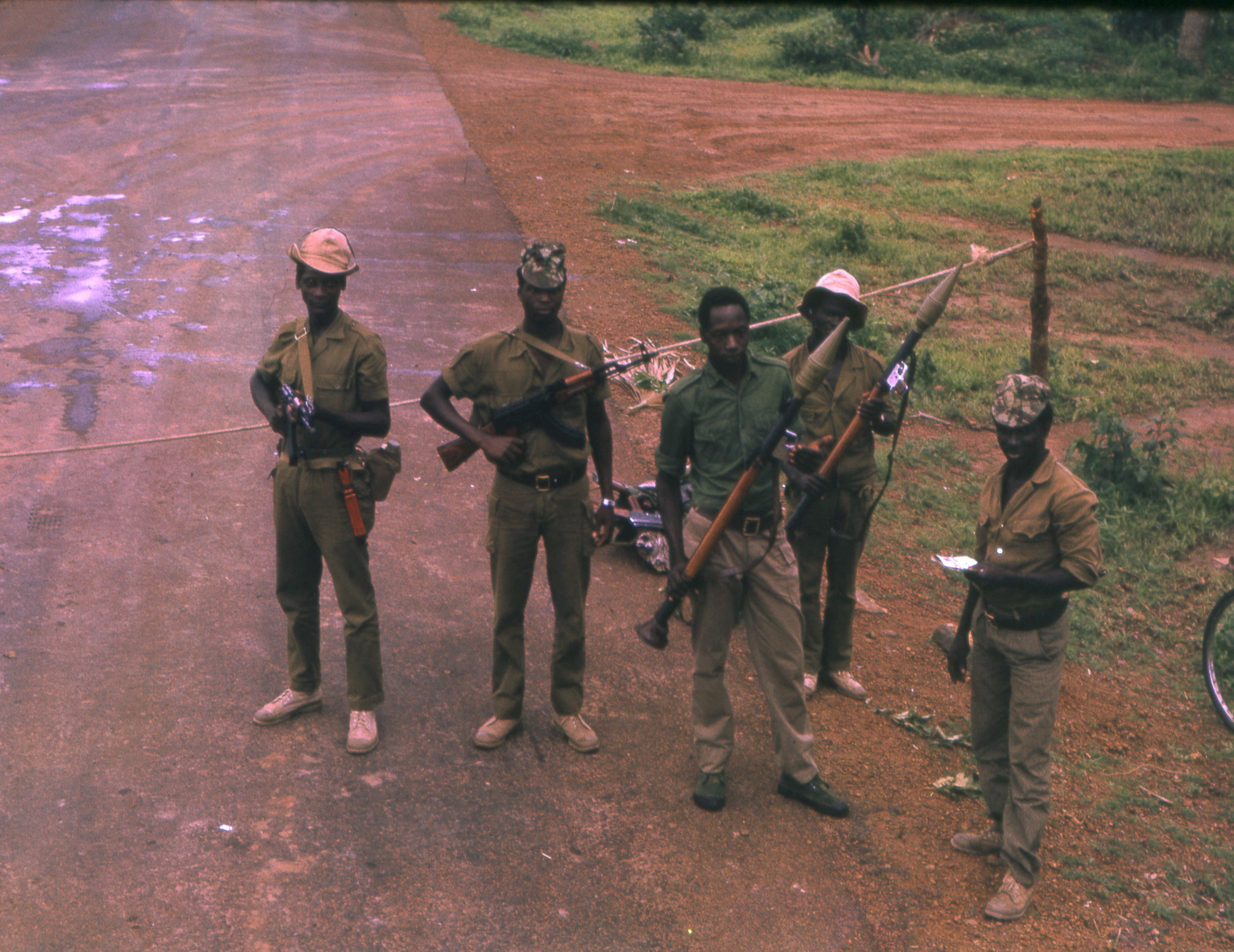
Soldats del PAIGC en un control 1974

Fins a 1960 les forces militars portugueses que servien a Guinea es componien d'unitats dirigides per oficials blancs, amb soldats comissionats (blancs), soldats d'ultramar (assimilados africans), i africans nadius o indígenes (indigenato) que servien com a reclutes. Aquestes barres discriminatòries de color en el servei van ser eliminades com a part de la política d' africanització del general Spínola, qui advocava per la integració dels indígenes africans de Guinea en les forces militars portugueses a Àfrica. Les Forces Armades Portugueses van formar dos destacaments d'indígenes africans per la lluita contra la insurgència.
El primer d'ells, els Comandos Africanos, consistia en un batalló de Comandos compost totalment per soldats negres africans (inclosos els oficials). El segon foren els Fuzileiros Especiais Africanos, unitats de Marines formada totalment per soldats negres. Els Fuzileiros The African Special Marines complementaren altres unitats d'elit portugueses duent a terme operacions amfíbies a les zones fluvials de Guinea en un intent d'interceptar i destruir les forces guerrilleres i llur armament.
La política d' africanització del general Spínola també va fomentar un gran augment en el reclutament d'indígenes a les forces armades, que va culminar en l'establiment de formacions militars totalment negres com les Milícias negras al comandament de major Carlos Fabião. A principis de 1970 un percentatge creixent de guineans estaven servint com a suboficials o comissionats en servei a les forces militars portugueses a Àfrica, inclòs el cas d'oficials de rang superior com a capità (més tard el tinent coronel) Marcelino da Mata, un ciutadà portuguès negre nascut de pares guineans que fou el primer sergent d'una unitat tècnica de camins i finalment un comandant als Comandos Africanos.

### Canvis tàctics

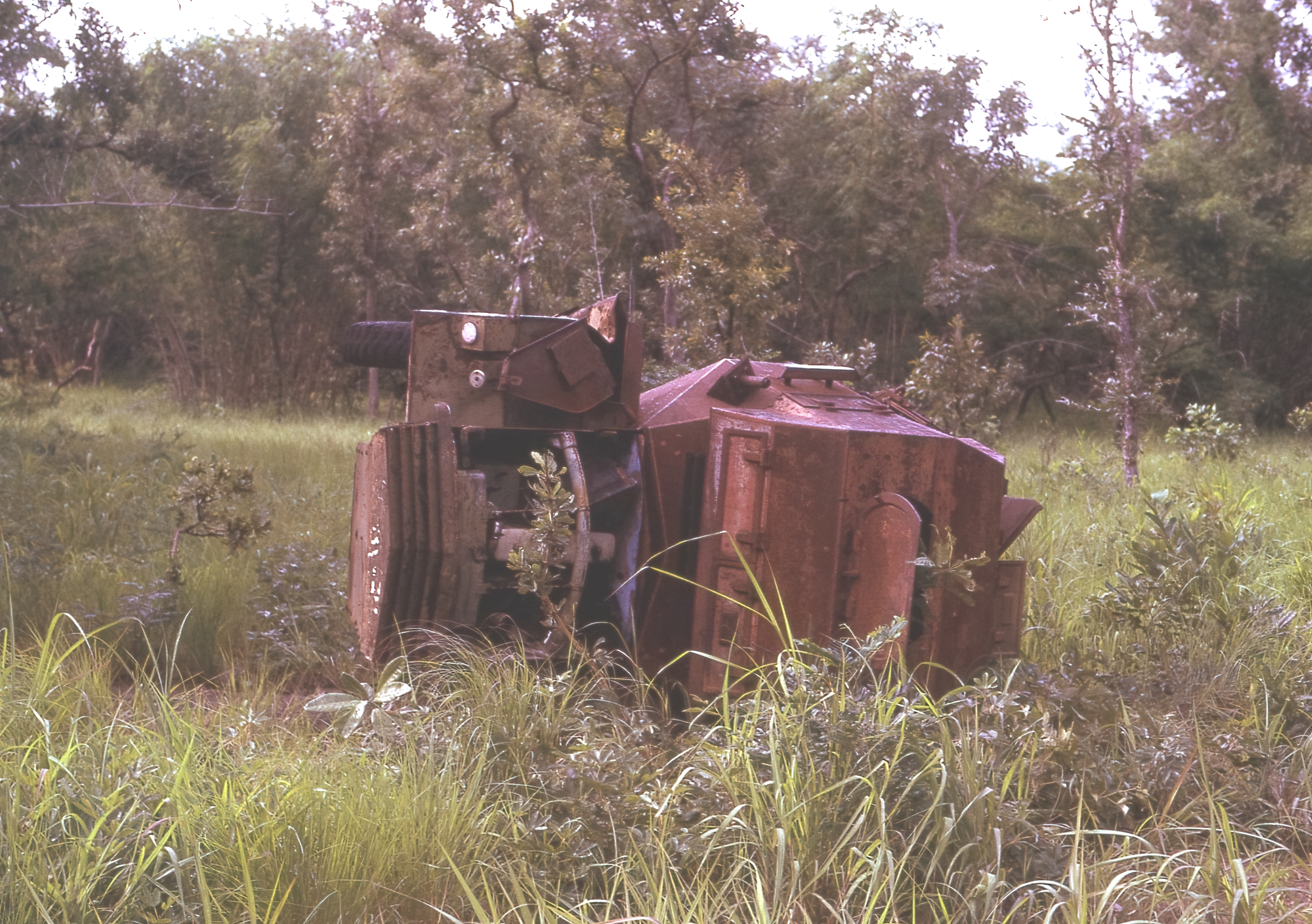
Blindat portuguès destruït a Guinea Bissau

Les reformes tàctiques militars dels comandants portuguesos van incloure noves operacions navals amfíbies per superar alguns dels problemes de mobilitat inherents a les àrees subdesenvolupades i pantanoses del país. Aquestes noves operacions utilitzaven Destacamentos de Fuzileiros Especiais (DFE) (com a forces de xoc. Els Fuzileiros Especiais anaven lleugerament equipats amb fusells plegables m/961 (G3), llançacoets de 37 mm i metralladores lleugeres com la Heckler & Koch HK21 per millorar la seva mobilitat en un terreny difícil i pantanós.
Entre 1968 i 1972 les forces portugueses van augmentar la seva postura ofensiva en forma d'incursions en territori controlat pel PAIGC. En aquest moment les forces portugueses van adoptar també mitjans poc ortodoxos en la lluita contra els insurgents, incloent atacs a l'estructura política del moviment nacionalista. Aquesta estratègia va culminar en l'assassinat d'Amílcar Cabral el gener de 1973. No obstant això, el PAIGC va seguir augmentant la seva força, i va començar a pressionar fortament les forces de defensa portuguesa.
El 1970 la Força Aèria Portuguesa (FAP) va començar a utilitzar armes similars a les que els Estats Units utilitzaven s la Guerra del Vietnam: napalm i defoliants per tal de trobar els insurgents o almenys privar-los de la cobertura i encobriment necessari per a emboscades. En un esforç per obstaculitzar l'assistència l PAIGC des de la veïna República de Guinea, Portugal va començar l' Operação Mar Verde el 22 de novembre de 1970 en un intent d'enderrocar Ahmed Sékou Touré, líder de la República de Guinea i aliat incondicional del PAIGC, i tallar les línies de subministrament als insurgents. L'operació va implicar una audaç incursió a Conakry, un refugi segur del PAIGC, en què 220 fuzileiros (tropes d'assalt amfibi) portuguesos i 200 insurgents guineans contraris a Ahmed Sekou Touré van atacar la ciutat.
L'intent de cop d'estat va fracassar encara que els portuguesos van aconseguir destruir diverses naus i actius de la força aèria del PAIGC i van alliberar tots els 26 presoners de guerra portugueses. Un resultat immediat de l' Operació Mar Verda va ser una escalada en el conflicte, ja que països com Algèria i Nigèria va oferir suport al PAIGC, així com la Unió Soviètica, que va enviar vaixells de guerra a la regió (coneguts per l'OTAN com la Patrulla d'Àfrica Occidental) en una mostra de força calculada per dissuadir futurs atacs amfibis portugueses en el territori de la República de Guinea. Les Nacions Unides aprovaren diverses resolucions que condemnaven tots els atacs a la frontera portuguesa a Guinea, com la resolució 290 i la 295.
En general el PAIGC a Guinea era el millor armat, entrenat i dirigit de tots els moviments guerrillers. Després de 1968 les forces de PAIGC van rebre cada vegada més armes i equipament modern soviètic, principalment llançacoets SA-7, canons AA controlats per radar, i fins i tot bombarders de reacció Ilyushin Il-14. Aquestes armes van soscavar efectivament la superioritat aèria portuguesa, i evitaren la destrucció per via aèria dels campaments del PAIGC en el territori sota el seu control. Pel 1970 el PAIGC fins i tot tenia candidats a entrenar-se a la Unió Soviètica, aprenent a volar MIGs i a opera vehicles d'assalt amfibis i APCs subministrats pels soviètics.

### Assassinat d'Amílcar Cabral
Com a part dels esforços per soscavar l'estructura organitzativa del PAIGC, durant molts anys Portugal havia tractat de capturar Amílcar Cabral. Després del fracàs de la seva captura en 1970 els portuguesos van començar a usar agents dins el PAIGC per eliminar Cabral. Agents portuguesos amb un ex associat contrariat assassinaren Amílcar Cabral el 20 de gener de 1973 a Conakry, Guinea. L'assassinat va ocórrer menys de 15 mesos abans de la fi de les hostilitats.

## Galeria

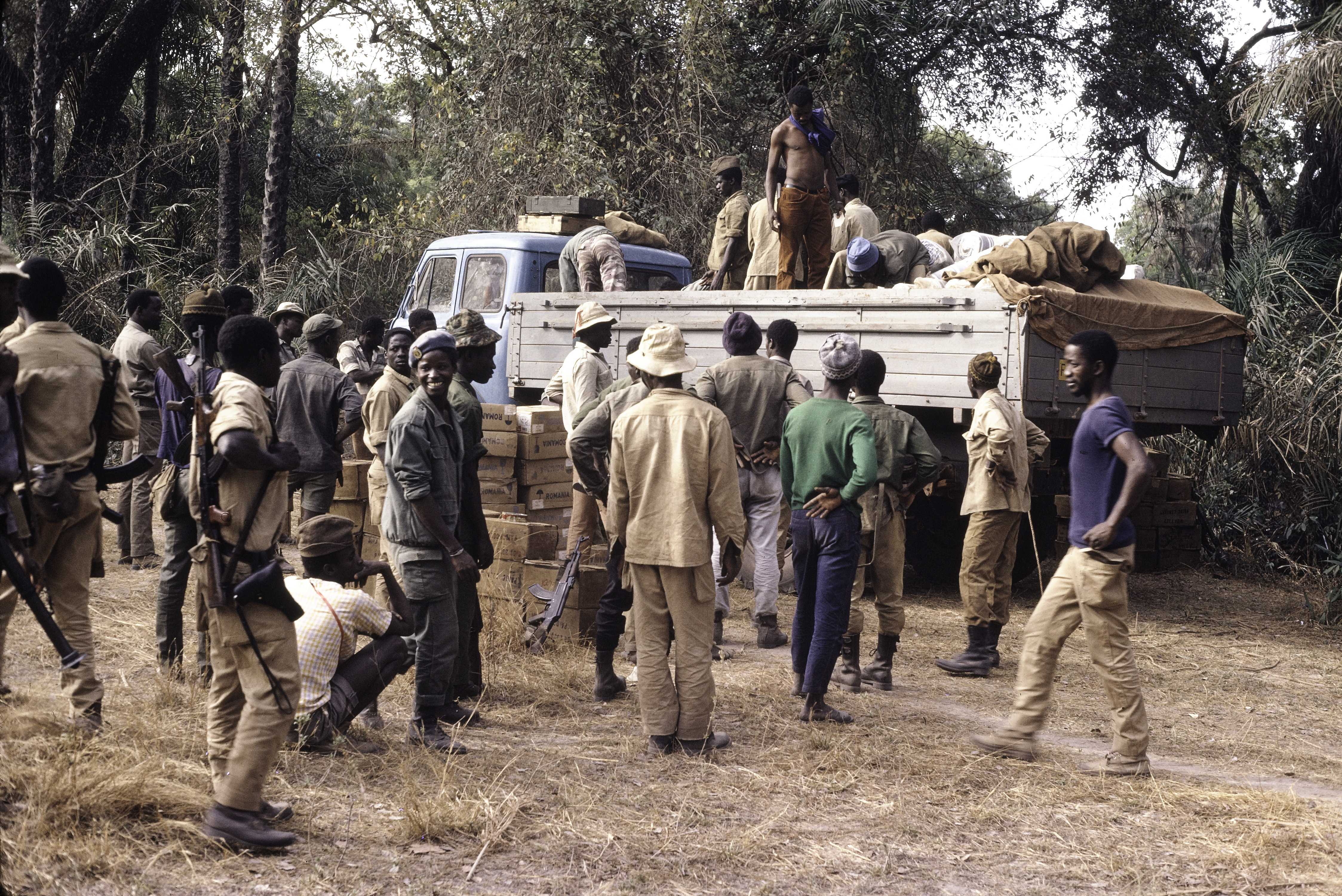
Soldats del PAIGC amb armes, Guinea Bissau, 1973
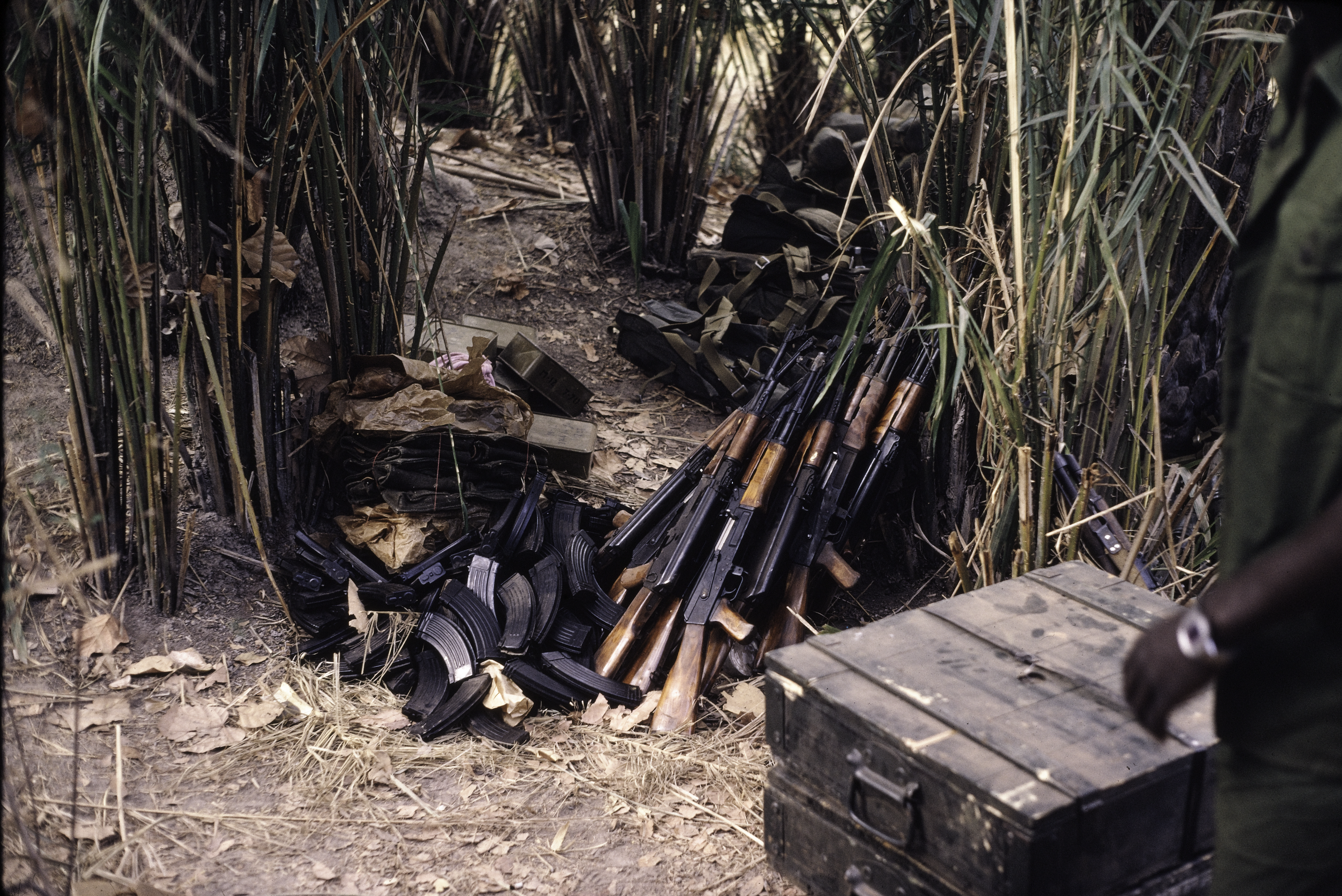
Kalashnikovs per Hermangono, 1973
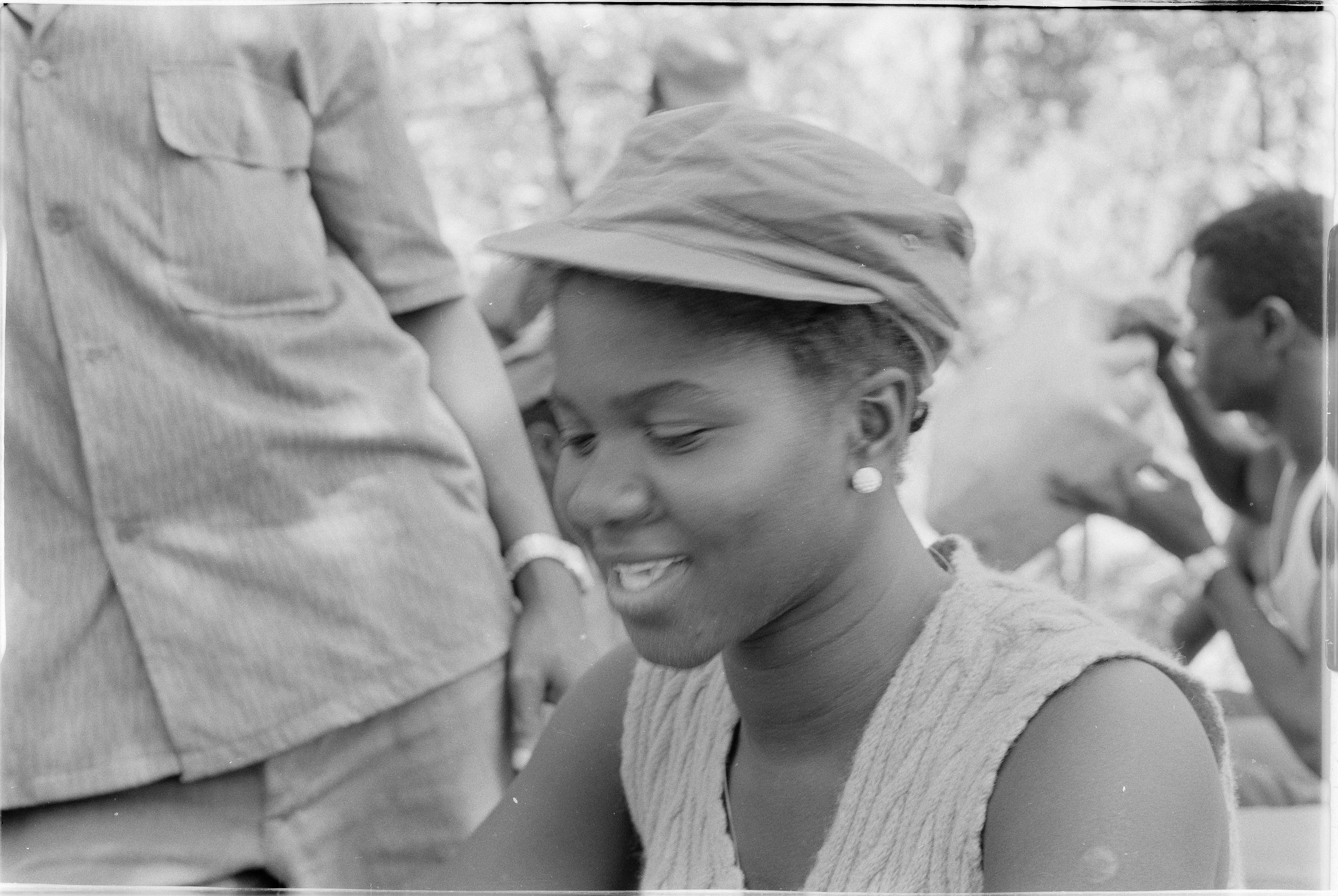
Dona soldat jugant a cartes, Guinea Bissau, 1973
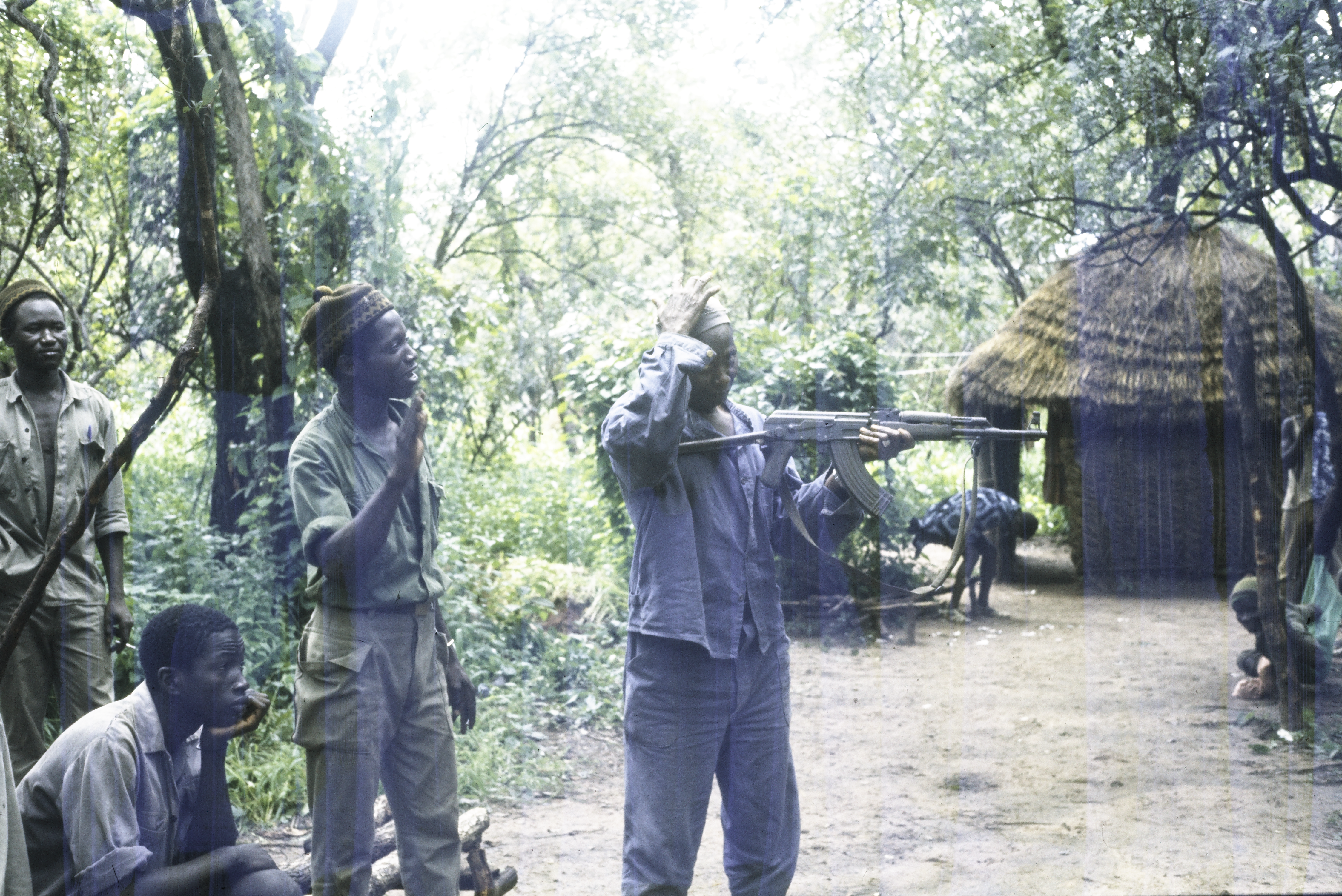
Reclutes del PAIGC aprenent a disparar, Ziguinchor, Senegal, 1973
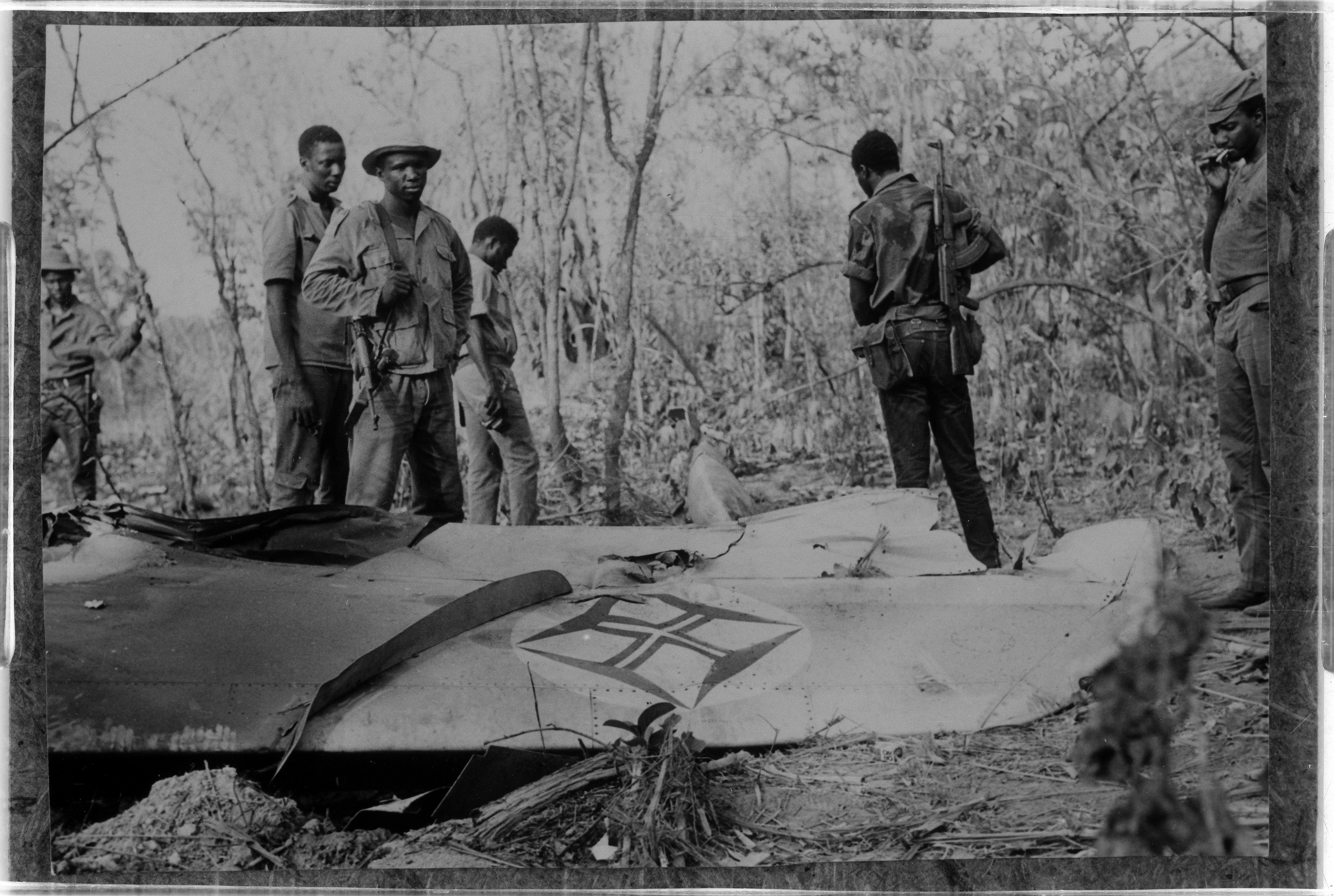
Avió portuguès derrocat amb soldats del PAIGC, 1974
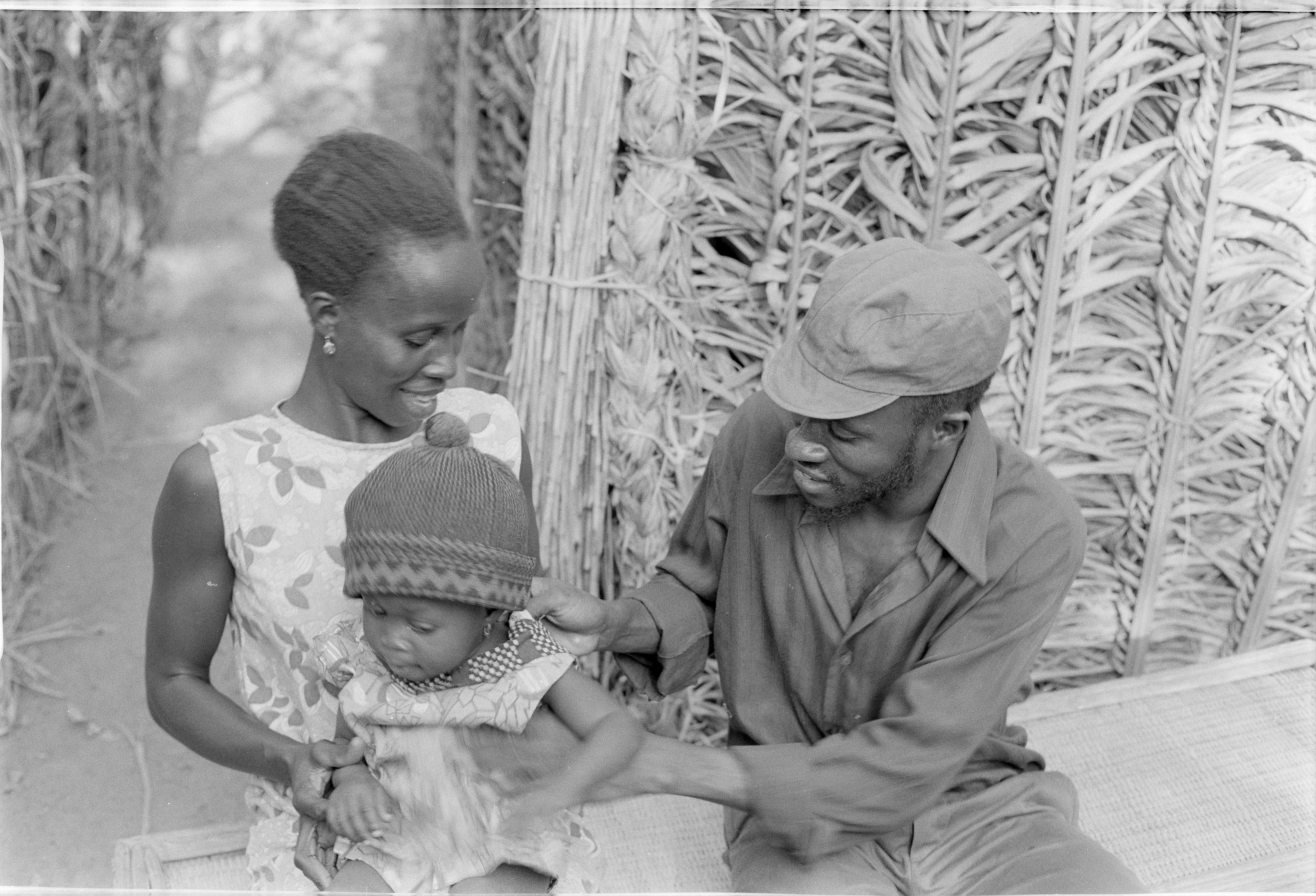
Soldat del PAIGC amb la seva família a un camp militar, Guinea Bissau, 1974
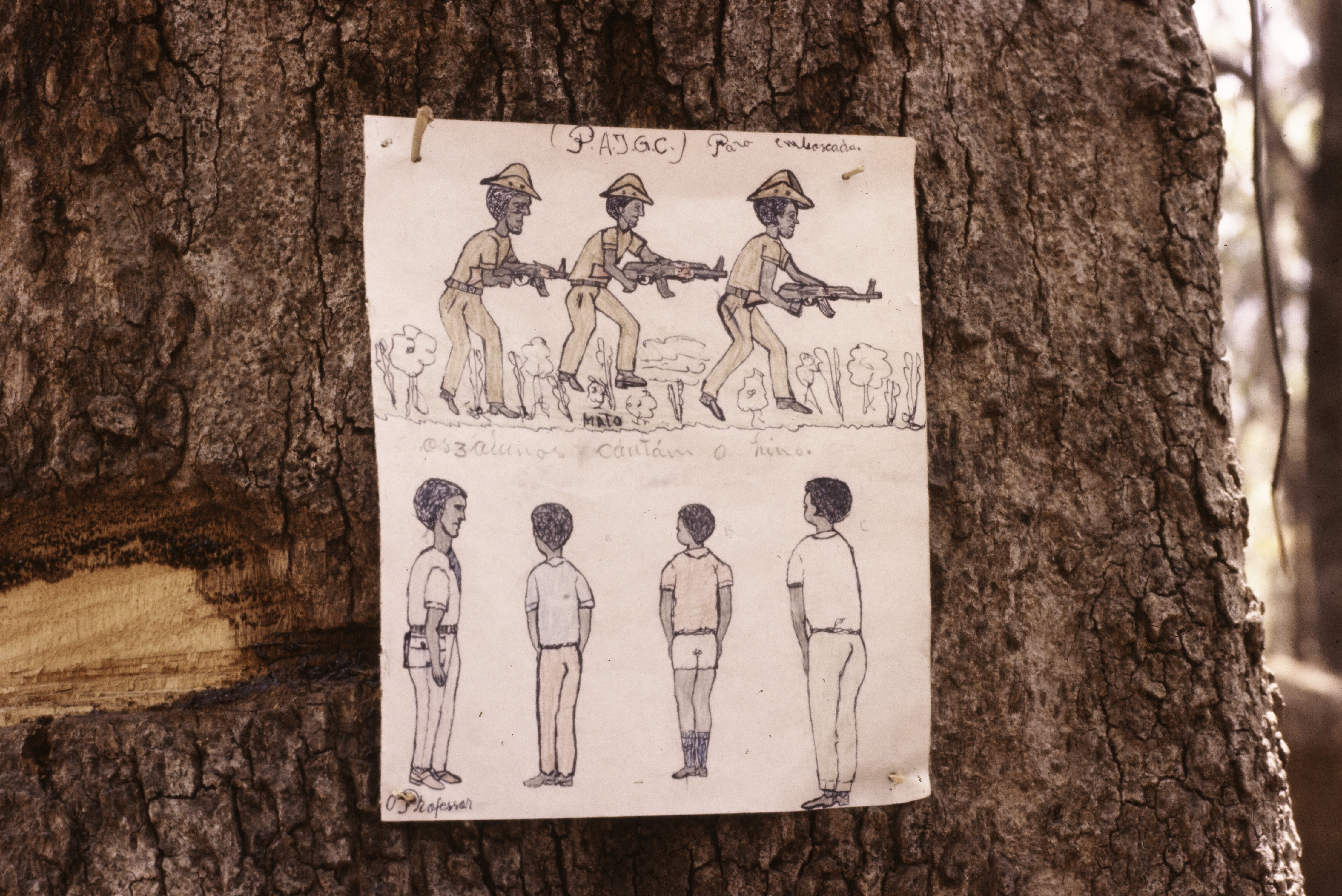
Dibuixos mostrant soldats del PAIGC, Farim, Guinea Bissau, 1974
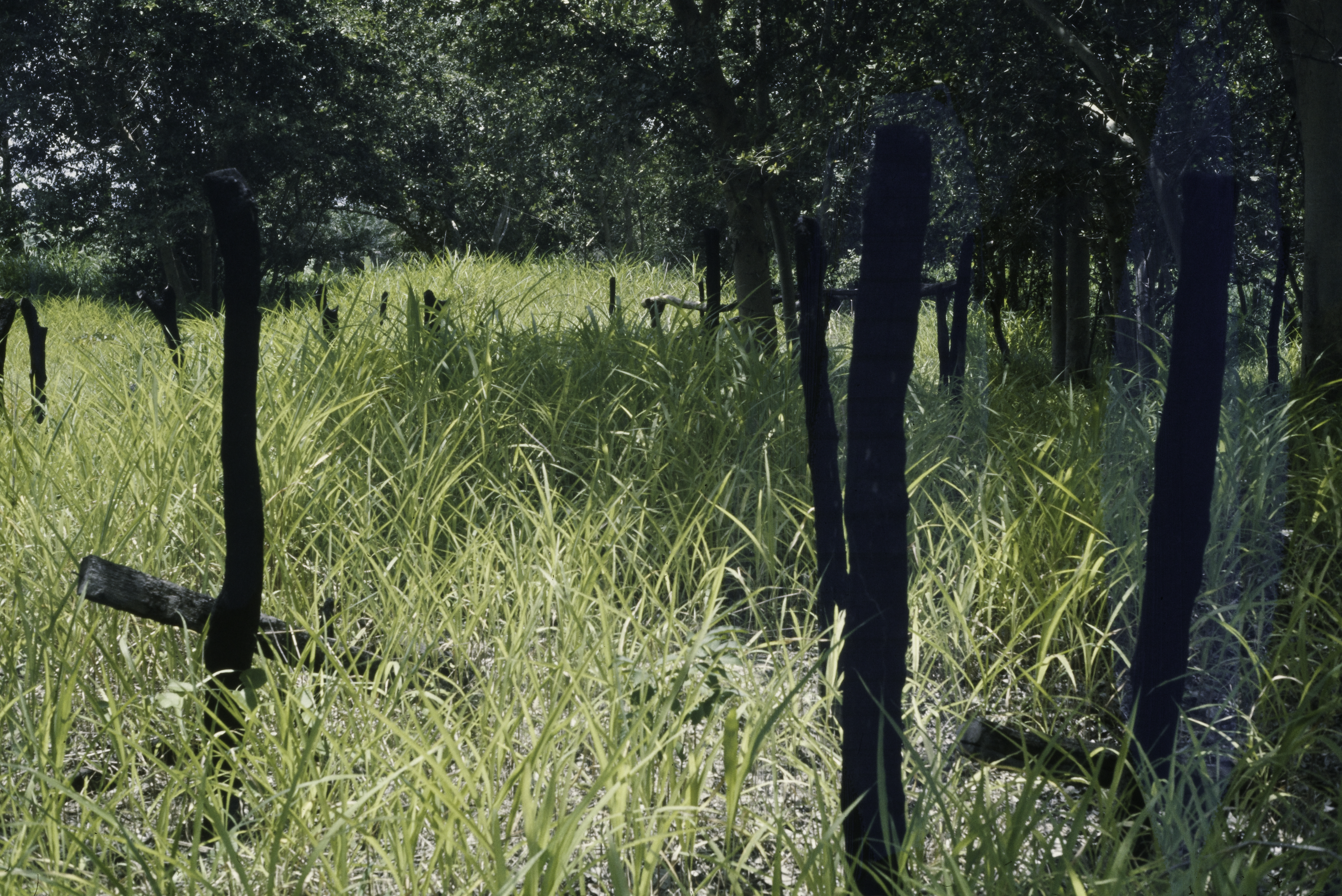
Vila cremada pels portuguesos, Guinea-Bissau, 1974
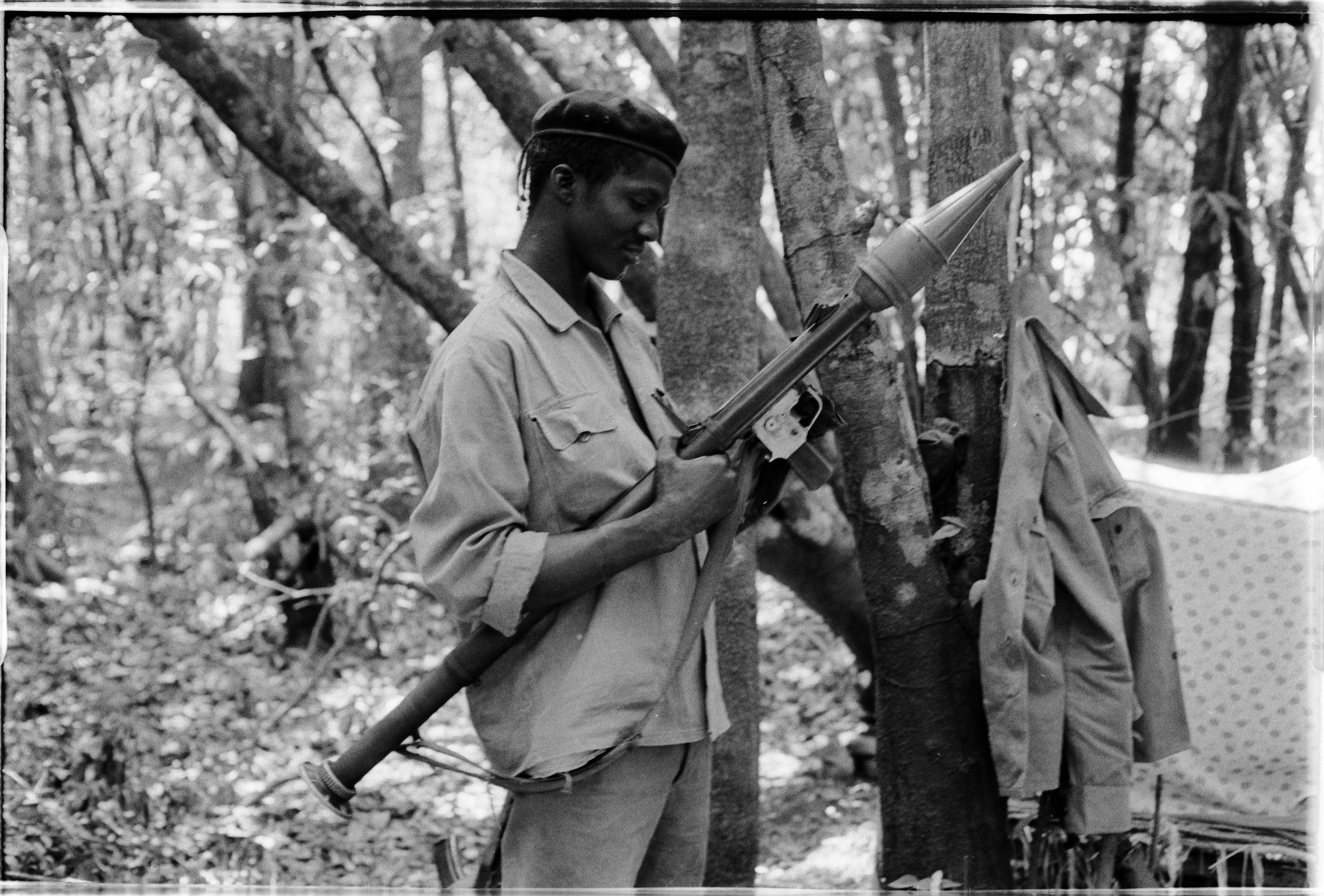
Soldat del PAIGC amb un llançagranades a la base de Manten, a l'àrea alliberada, Guinea Bissau, 1974
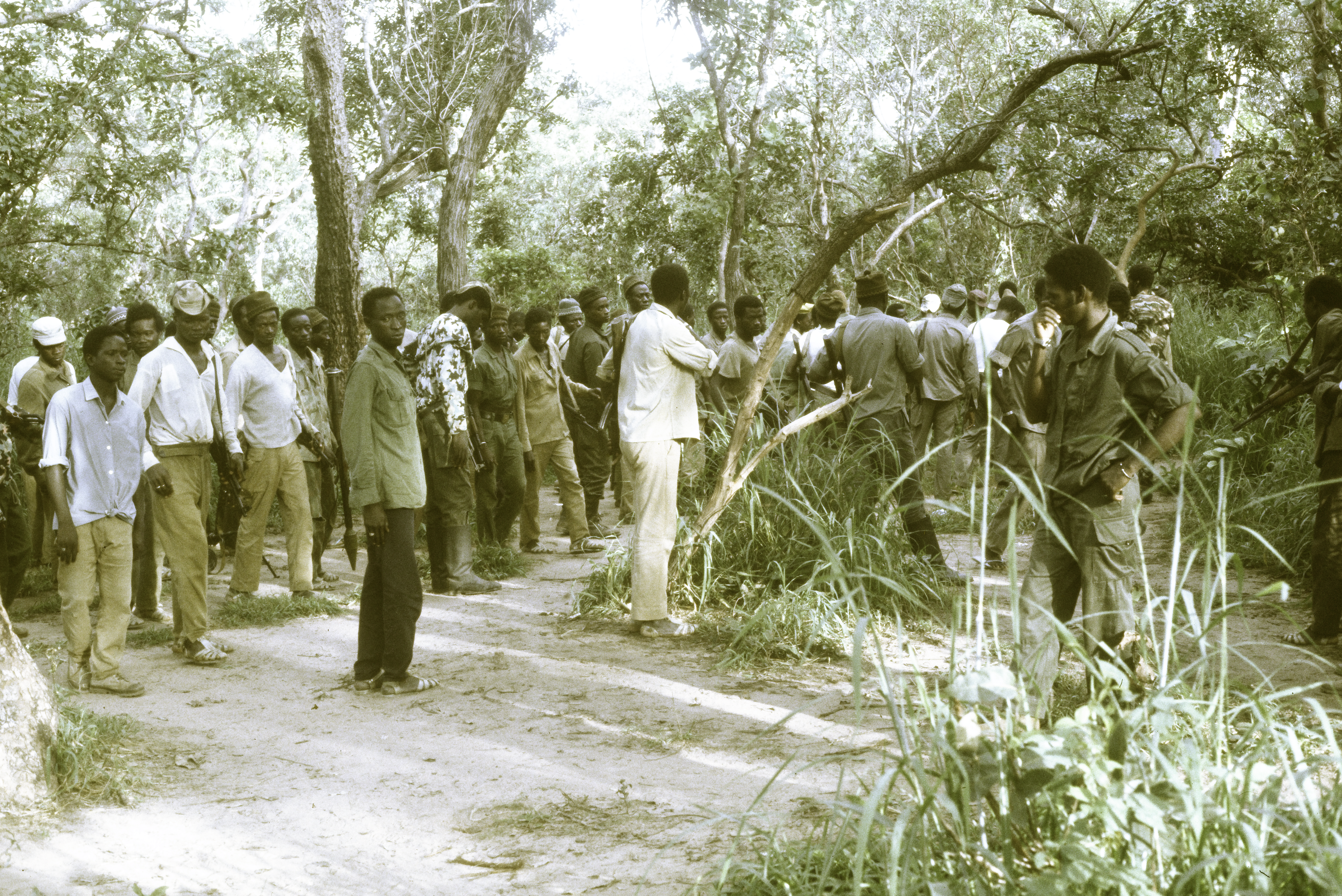
Passada de llista al matí, Hermangono, Guinea Bissau, 1974
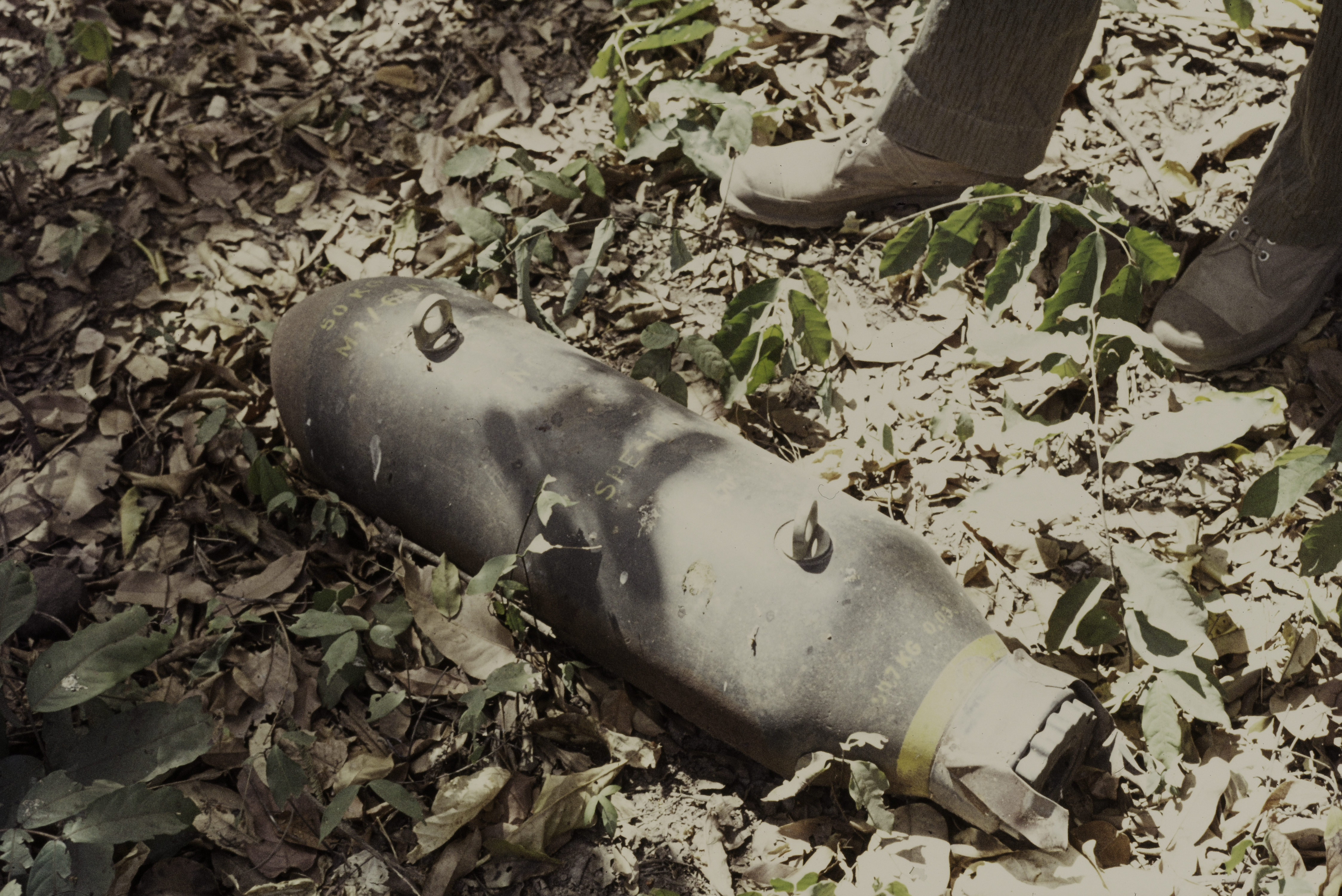
Bomba portuguesa sense explotar, Canjambari, Guinea-Bissau, 1974
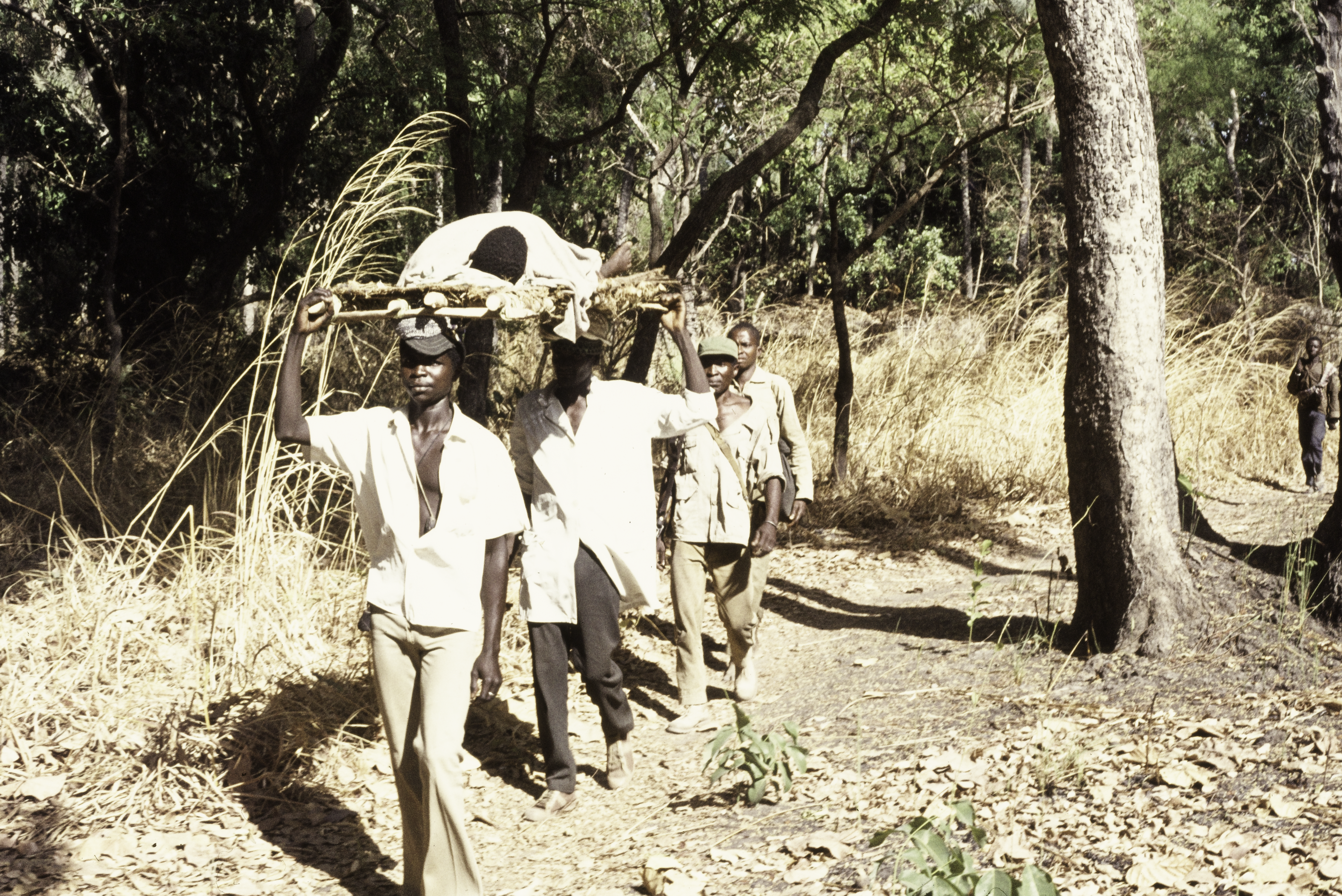
Escorta armada amb un ferit a la frontera senegalesa, Sara, Guinea Bissau, 1974

## Fi del domini portuguès a Guinea
El 25 d'abril de 1974 es produí a Portugal la revolució dels clavells, en la que militars d'esquerra van provocar un cop d'estat a Portugal que va posar fi a la dictadura autoritària de l' Estado Novo. El nou règim va ordenar ràpidament el cessament d'hostilitats i va començar a negociar amb els líders del PAIGC.
El 26 d'agost de 1974, després d'una sèrie de trobades diplomàtiques, Portugal i el PAIGC van signar un acord a Alger en el qual Portugal va acordar retirar totes les tropes a finals d'octubre i reconèixer oficialment al govern de la República de Guinea Bissau controlat pel PAIGC.

### Independència i represàlies
Portugal va garantir la plena independència de Guinea Bissau el 10 de setembre 1974, després d'onze anys i mig de conflicte armat. Amb l'arribada de la independència, el PAIGC va actuar amb rapidesa per estendre el seu control a tot el país. El PAIGC ja havia proclamat unilateralment la independència del país un any abans al poble de Madina do Boé, un esdeveniment que havia estat reconegut per molts estats socialistes i no alineats membres de les Nacions Unides. Es va establir un sistema unipartidista controlat pel PAIGC i dirigit per Luís Cabral, mig germà d'Amílcar Cabral.
Després de donar-los l'opció de tornar a casa amb les seves famílies i pertinences, i el pagament complet fins a la fi de desembre d'aquell any, o unir-se a les milícies del PAIGC, un total de 7.447 soldats negres africans que havien servit en unitats natives de comando portugueses, forces de seguretat i milícies armada van decidir no unir-se al nou partit en el poder i van ser sumàriament executats pel PAIGC després que les forces portugueses van cessar les hostilitats.